# Rhinobatos lionotus
Rhinobatos lionotus és un peix de la família dels rinobàtids i de l'ordre dels rajiformes
present a les costes de l'Índia i de Sri Lanka.
És ovovivípar.
Viu a les desembocadures dels rius.